# Preußische G 7.1
Die Dampflokomotiven der Gattung G 71 der Preußischen Staatseisenbahnen waren vierfach gekuppelte Güterzuglokomotiven. Sie wurden ab 1893 zuerst durch die Firma Stettiner Maschinenbau AG Vulcan, später aber auch von den anderen größeren preußischen Lokomotivherstellern gebaut. Der Kessel wurde von der G 51 übernommen.

## Geschichte
Die Lokomotiven waren für den schweren Güterverkehr vor allem auf steigungsreichen Strecken vorgesehen. Daher gingen die meisten Lokomotiven an die westdeutschen und schlesischen Direktionen. Bis 1909 wurden 1.002 Exemplare an die Preußischen Staatseisenbahnen geliefert. 1916/1917 wurden weitere 200 G 71 gebaut, da im Ersten Weltkrieg einfache und robuste Lokomotiven für den Militäreinsatz benötigt wurden.  Die k.u.k. Heeresbahn Österreichs besaß ab 1916 als Reihe 274 35 Stück G 7.1, die für den Einsatz auf den umgespurten russischen Linien bestimmt waren. Die Lübeck-Büchener Eisenbahn beschaffte drei G 71, die 1898 von Schwartzkopff gebaut wurden. Weitere sieben Lokomotiven gingen an die Gutehoffnungshütte. Die Pfalzbahn stellte mit ihrer G 4I 27 Lokomotiven, die nach dem Vorbild der G 7.1 entworfen wurden, in ihren Dienst.
Nach dem Ersten Weltkrieg wurden als Reparation 142 Lokomotiven an die PKP abgegeben und als Tp1 eingereiht. Während der Kriege Polens mit seinen östlichen Nachbarn wurden einige Maschinen in Panzerzügen verwendet.
Frankreich erhielt infolge der Regelungen des Waffenstillstands von 1918 ebenfalls zahlreiche Lokomotiven des Typs G7.1, die auf drei Eisenbahnunternehmen verteilt wurden:
- an die Administration des chemins de fer d’Alsace et de Lorraine (AL) gingen 7 Maschinen (als G7.1 4301–4307); weitere 13 Loks (G7.1 4308–4320) kamen als Kriegsbeute zur AL
- die Compagnie des Chemins de fer de l’Est (EST) bekam 40 G7.1 (Betriebsnummern 4706-4745)
- die Compagnie du chemin de fer de Paris à Orléans (P.O.) erhielt 43 G7.1 (1261–1303)

Nach dem Aufgehen der drei Netze in der Staatsbahn SNCF im Jahr 1938 wurden die Loks in der Baureihe 040 B zusammengefasst. Von den von der P.O. übernommenen G7.1 waren bei Beginn des Zweiten Weltkriegs noch 29 im Einsatz, bis auf sechs Maschinen wurden sie von den deutschen Besatzern nach Deutschland zurückgeholt. Die letzte G7.1 der SNCF wurde 1950 ausgemustert.
Die Deutsche Reichsbahn übernahm 1923 noch 680 von den Preußischen Staatseisenbahnen in ihren Umzeichnungsplan, 1925 wurden noch die Lokomotiven 55 001–660 umgezeichnet. Im Jahr 1935 kamen 13 von den Eisenbahnen des Saargebietes und eine aus Frankreich als 55 661-673 und 55 674 in den Bestand der Reichsbahn. Die drei G 71 der Lübeck-Büchener Eisenbahn erhielten 1938 die Nummern 55 681–683.
Im Zweiten Weltkrieg wurden 105 der nach dem Ersten Weltkrieg an Polen abgegebenen Maschinen in den Bestand der Reichsbahn übernommen. Sie erhielten die Nummern bereits ausgemusterter Maschinen. Außerdem wurden G 71 aus Litauen als 55 274 und 55 691-694 eingeordnet.
Nach dem Zweiten Weltkrieg wurden die Lokomotiven bei der Deutschen Bundesbahn noch hauptsächlich im Rangierdienst eingesetzt und bis 1957 ausgemustert. Bei der Deutschen Reichsbahn wurden die letzten G 71 erst 1966 ausgemustert, darunter die 55 642.
Die 55 669 wurde 1964 ausgemustert und steht seitdem im Verkehrsmuseum in Dresden.

## Verbleib im Ausland
Die 55 196, 393, 400, 493 und 553 verblieben nach dem Zweiten Weltkrieg auf österreichischem Staatsgebiet. Außer der 55 553, die bereits 1950 übernommen wurde, reihten sie die ÖBB unter Beibehaltung der Ordnungsnummer als ÖBB Reihe 655 in ihren Fahrzeugbestand ein. Als letzte schied die 655.393 im Jahre 1957 aus. Ihr Einsatzgebiet war der Verschub im Bahnhof Stadlau.
Bei den PKP befanden sich nach dem Krieg noch 99 Maschinen der Tp1 im Dienst, die bis 1966 ausschieden, und zehn Maschinen in Ungarn bei der MÁV als 431.001-010.
Die Fahrzeuge waren mit Schlepptendern der Bauart pr 3 T 12 und pr 3 T 16,5 (Baujahre 1916/17) ausgestattet.